# Kadir Has Spor Salonu
El Kadir Has Spor Salonu és un pavelló esportiu ubicat a Kayseri, Turquia. Fou completat el 2008 i té una capacitat per 7.200 espectadors.

## Història
El pavelló va ser una de les cinc seus escollides per acollir el Campionat del Món de bàsquet 2010.